# Lee Hyeong-suk
Lee Hyeong-suk (이형숙?; 24 dicembre 1964) è un'ex cestista sudcoreana.

## Carriera
Con la Corea del Sud ha disputato due Olimpiadi (1984, 1988) e tre Campionati del mondo (1983, 1986, 1990).